# Ричи (Терамо)
Ричи (итал. Ricci) је насеље у Италији у округу Терамо, региону Абруцо.
Према процени из 2011. у насељу је живело 56 становника. Насеље се налази на надморској висини од 26 м.